# (37903) 1998 FU67
1998 FU67 (asteroide 37903) é um asteroide da cintura principal. Possui uma excentricidade de 0.12723500 e uma inclinação de 5.60664º.
Este asteroide foi descoberto no dia 20 de março de 1998 por LINEAR em Socorro.